# Stits SA-5 Flut-R-Bug

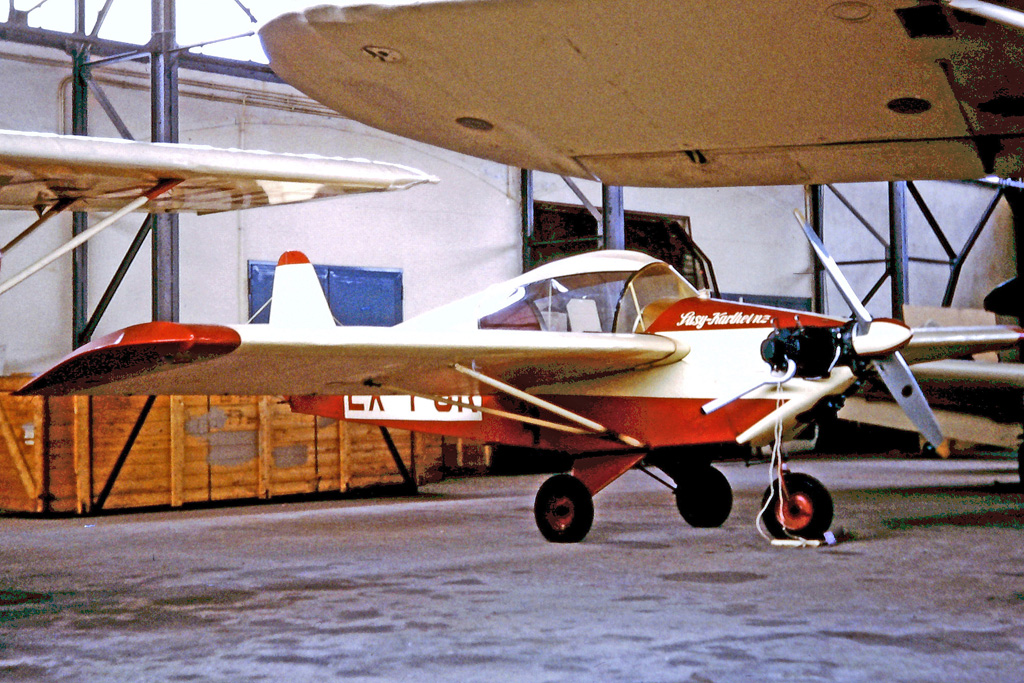
un Stits SA-5 Flut-R-Bug à l'aéroport de Luxembourg-Findel en 1965.

Le Stits SA-5 Flut-R-Bug est un avion de construction amateur conçu par Ray Stits.

## Design et développement
Le Flut-R-Bug peut être construit comme un avion monoplace ou biplace tandem. Il s’agissait d’un ancien avion en kit complet, vendu avec un fuselage pré-soudé. Stits prévoyait de livrer 100 kits sur le marché allemand pour la construction amateur. Des exemplaires ont été réalisés aux États-Unis et en Europe. 27 kits complets et 1200 ensembles de plans ont été vendus.
Le SA-5 est un appareil à train d'atterrissage tricycle à ailes médianes pliantes. L’avion devait être remorqué par un véhicule par la queue (abaissée) de son train principal avec les ailes repliées sur les côtés. Le cockpit peut être ouvert ou recouvert d'une verrière en bulle. Le fuselage est construit à partir de tubes en acier soudés avec revêtement en toile d'avion. Les ailes utilisent des longerons en bois d'épicéa recouverts de toile.

## Variantes
SA-5A
Variante monoplace
SA-6A
Variante tandem à deux places d'un poids brut de 460 kg
SA-6B
Variante à deux places avec des ailes plus larges et une plus grande surface de queue

## Spécifications (Stits SA-5 Flut-R-Bug)

### Caractéristiques générales
- Équipage : 1
- Capacité : 1 passager
- Longueur : 5,2 m
- Envergure : 7 m
- Surface de l'aile : 9,62 m2
- Profil aérodynamique : NACA 4412
- Poids à vide : 239 kg
- Capacité de carburant : 34 L
- Groupe motopropulseur : 1 Continental A65 (en) à piston opposé horizontalement, 65 ch (48 kW)
- Hélices : Sensenich à 2 pales, 1,83 m de diamètre

### Performance
- Vitesse maximale : 161 km/h
- Vitesse de croisière : 129 km/h
- Vitesse de décrochage : 64 km/h
- Portée : 322 km
- Plafond légal : 3700 m
- Taux de montée : 5,1 m/s
- Charge de l'aile : 31 kg/m2